# Melanosciadium pimpinelloideum
Melanosciadium pimpinelloideum är en flockblommig växtart som beskrevs av H.Boissieu. Melanosciadium pimpinelloideum ingår i släktet Melanosciadium och familjen flockblommiga växter. Inga underarter finns listade i Catalogue of Life.